# Boinville-le-Gaillard
Boinville-le-Gaillard là một xã của Pháp, nằm ở tỉnh Yvelines trong vùng Île-de-France.
Người dân ở đây trong tiếng Pháp gọi là Boinvillois.